# Kotaganahalli, Chamarajanagar
Kotaganahalli là một làng thuộc tehsil Chamarajanagar, huyện Chamarajanagar, bang Karnataka, Ấn Độ.